# Aiguille de Rochefort
Die Aiguille de Rochefort ist ein 4001 m hoher Gipfel in der Arête de Rochefort (Rochefortgrat) zwischen Dent du Géant und Dôme de Rochefort im Massiv der Grandes Jorasses. Sie liegt auf der Grenze zwischen Frankreich und Italien in der Mont-Blanc-Gruppe. Die Schartenhöhe beträgt 106 Meter zum Dôme de Rochefort und die Dominanz beträgt 0,6 Kilometer zum Dent du Géant. Die Erstbesteigung erfolgte am 14. August 1873 durch Alphonse Payot, Michel-Clément Payot und J. Eccles.
Bewertet werden die Gesamt-Schwierigkeiten heute mit Ziemlich schwierig (ZS) und beim Klettern mit II.